# NGC 4105
NGC 4105 (другие обозначения — ESO 440-54, MCG -5-29-13, AM 1204-292, PGC 38411) — эллиптическая галактика (E3) в созвездии Гидра.
Этот объект входит в число перечисленных в оригинальной редакции «Нового общего каталога».
Галактика NGC 4105 входит в состав группы галактик NGC 4105. Помимо NGC 4105 в группу также входят IC 2995, IC 3005, IC 3010 и ESO 440-46.
Вместе с NGC 4106 образует взаимодействующую пару галактик.